# Theodore Nouwens
Theodore Nouwens (Mechelen, 1908. február 17. – 1974. december 21.), belga válogatott labdarúgó.
A belga válogatott tagjaként részt vett az 1930-as világbajnokságon.

## Külső hivatkozások
- Theodore Nouwens a FIFA.com honlapján Archiválva 2015. február 5-i dátummal a Wayback Machine-ben